# Omphaloscelis variegata
Omphaloscelis variegata là một loài bướm đêm trong họ Noctuidae.